# Dudley R. Herschbach
Dudley R. Herschbach, född 18 juni 1932 i San Jose, Kalifornien, är en amerikansk kemist vid Harvard University. Han mottog, tillsammans med Yuan T. Lee och John C. Polanyi, Nobelpriset i kemi 1986 "för deras insatser rörande dynamiken hos kemiska elementarprocesser". Herschbach, Lee och Polanyi detaljstuderade det dynamiska förloppet i olika kemiska reaktioner och har därmed ökat kunskapen om hur sådana kemiska reaktioner sker.

## Biografi
Herschbach tog examen från Campbell High School, där han spelade fotboll. Med erbjudande om både atletiska och akademiska stipendier till Stanford University, valde han de akademiska. Hans handledare under första året, Harold S. Johnston, anställde honom som sommarforskningsassistent och lärde honom kemisk kinetik under hans sitt sista år där. Hans magisterforskning omfattade beräkning av Arrhenius A-faktorer för gasfasreaktioner, vilket ledde till en kandidatexamen i matematik 1954 och masterexamen i kemi 1955 vid Stanford University.
Herschbach studerade sedan vid Harvard University, där han tog en masterexamen i fysik 1956 och en doktorsexamen i kemisk fysik 1958 under handledning av Edgar Bright Wilson. På Harvard undersökte Herschbach tunneldelning i molekyler med mikrovågsspektroskopi. Han tilldelades ett treårigt juniorstipendium i Society of Fellows vid Harvard, som varade mellan 1957 och 1959.

## Vetenskapliga bidrag
År 1959 började Herschbach vid University of California, Berkeley, där han utnämndes till biträdande professor i kemi och blev docent 1961. På Berkeley konstruerade han och doktoranderna George Kwei och James Norris ett tvärbalkinstrument stort nog för reaktiva spridningsexperiment involverar alkali och olika molekylära delar. Hans intresse för att studera elementära kemiska processer i molekylärstrålereaktiva kollisioner utmanade en ofta accepterad tes att "kollisioner inte inträffar i korsade molekylära strålar". Resultaten av hans studier av K + CH3I var de första som gav en detaljerad bild av en elementär kollision, vilket visade en direkt återbildningsprocess där KI-produkten rekylerade från en inkommande K-atomstråle. Efterföljande studier av K + Br2 resulterade i upptäckten att ytan på joniseringsdetektorn de använde var potentiellt förorenad av tidigare användning, och måste förbehandlas för att få tillförlitliga resultat. Ändringar av instrumenteringen gav tillförlitliga resultat och observationen att K + Br2-reaktionen involverade en strippreaktion, där KBr-produkten spred sig framåt från tillhörande K-atomstråle. När forskningen fortsatte blev det möjligt att korrelera den elektroniska strukturen hos reaktanter och produkter med reaktionsdynamiken.
År 1963 återvände Herschbach till Harvard University som professor i kemi. Där fortsatte han sitt arbete med molekylärstrålereaktiv dynamik, tillsammans med doktoranderna Sanford Safron och Walter Miller om reaktionerna av alkaliatomer med alkalihalider. År 1967 började Yuan T. Lee på labbet som postdoktor, och Herschbach, Lee och doktoranderna Doug MacDonald och Pierre LeBreton började bygga en "supermaskin" för att studera kollisioner som Cl + Br2 och väte- och halogenreaktioner.
Herschbachs mest uppskattade verk, för vilket han erhöll Nobelpriset i kemi 1986 tillsammans med Yuan T. Lee och John C. Polanyi, var hans samarbete med Yuan T. Lee med experiment om korsade molekylära strålar. Genom att korsa kollimerade strålar av gasfasreaktanter kan energi partitioneras mellan translationella, roterande och vibrationsmässiga lägen i produktmolekylerna – en viktig aspekt av förståelsen av reaktionsdynamiken. För sina bidrag till reaktionsdynamiken anses Herschbach och Lee ha bidragit till att skapa ett nytt forskningsområde inom kemi. Herschbach är en pionjär inom molekylär stereodynamik, som mäter och teoretiskt tolkar det vinklade momentumets roll och dess vektoregenskaper i kemisk reaktionsdynamik.
Under sitt livs arbete inom forskning har Herschbach publicerat över 400 vetenskapliga rapporter. Herschbach har tillämpat sin breda expertis inom både kemins och fysikens teori och praktik på olika problem inom kemisk fysik, såsom teoretiskt arbete med dimensionsskalning. En av hans studier visade att metan faktiskt bildas spontant vid högtrycks- och högtemperaturmiljöer som de som finns djupt i jordens mantel. Detta fynd är en spännande indikation på abiogen kolvätebildning, vilket innebär att den faktiska mängden kolväten som finns tillgängliga på jorden kan vara mycket större än konventionellt antas under antagandet att alla kolväten är fossila bränslen. Hans nya arbete inkluderar också ett samarbete med Steven Brams som studerar godkännanderöstning.
Även om Herschbach var aktiv forskningsprofessor vid Harvard, började han på i Texas A&M University den 1 september 2005 som professor i fysik och undervisade en termin per år inom det kemiska fysikprogrammet. Sedan 2010 har han titeln professor emeritus vid Harvard och är fortfarande välkänd för sitt engagemang som föreläsare och mentor i Harvards forskarsamhälle. Han och hans hustru Georgene Herschbach tjänstgjorde också i flera år som hjälpvärdar på Currier House, där de var mycket involverade i grundutbildningslivet utöver deras heltidsuppgifter.

## Utmärkelser och hedersbetygelser
Herschbach är ledamot av American Academy of Arts and Sciences, National Academy of Sciences, American Philosophical Society och Royal Chemical Society of Great Britain. Förutom nobelpriset i kemi har han fått en mängd olika nationella och internationella utmärkelser. Bland dessa finns the National Medal of Science, ACS Award in Pure Chemistry, the Linus Pauling-medaljen, the Irving Langmuir-priset, the Golden Plate Award of the American Academy of Achievement, och American Institute of Chemists Gold Medal.

### Publikationer
- Herschbach, D. R. & V. W. Laurie. "Anharmonic Potential Constants and Their Dependence Upon Bond Length", University of California, Lawrence Radiation Laboratory, Berkeley, United States Department of Energy (through predecessor agency the Atomic Energy Commission) (January 1961).
- Herschbach, D. R. "Reactive Collisions in Crossed Molecular Beams", University of California, Lawrence Radiation Laboratory, Berkeley, United States Department of Energy (through predecessor agency the Atomic Energy Commission) (February 1962).
- Laurie, V. W. & D. R. Herschbach. "The Determination of Molecular Structure from Rotational Spectra", Stanford University, University of California, Lawrence Radiation Laboratory, Berkeley, United States Department of Energy (through predecessor agency the Atomic Energy Commission) (July 1962).
- Zare, R. N. & D. R. Herschbach. "Proposed Molecular Beam Determination of Energy Partition in the Photodissociation of Polyatomic Molecules", University of California, Lawrence Radiation Laboratory, Berkeley, United States Department of Energy (through predecessor agency the Atomic Energy Commission) (January 29, 1964).